# Narmada
Reka Narmada, imenovana tudi Reva in prej znana tudi kot Narbada ali anglizirana kot Nerbudda, je peta najdaljša reka in na splošno najdaljša reka, ki teče proti zahodu v Indiji. Je tudi največja tekoča reka v državi Madža Pradeš. Ta reka teče skozi države Madža Pradeš in Gudžarat v Indiji. Znana je tudi kot Life Line of Madhya Pradesh and Gujarat (Življenjska žila Madja Pradeš in Gudžarat) zaradi velikega prispevka k obema državama v mnogih pogledih. Reka Narmada izvira iz planote Amarkantak v okrožju Anupur, Madja Pradeš. Tvori tradicionalno mejo med severno in južno Indijo in teče proti zahodu v dolžini 1312 km, preden se izlije skozi Kambajski zaliv v Arabsko morje, 30 km zahodno od mesta Bharuč v Gudžaratu.
Je ena od le dveh velikih rek na polotoku Indije, ki teče od vzhoda proti zahodu (najdaljša reka, ki teče proti zahodu), skupaj z reko Tapti. Je ena od rek v Indiji, ki teče v prelomni dolini, obrobljeni z verigama Satpura in Vindhya. Kot reka v prelomni dolini Narmada ne tvori delte; te reke tvorijo estuarije. Druge reke, ki tečejo skozi prelomno dolino, vključujejo reko Damodar na planoti Čota Nagpur in Tapti. Reki Tapti in reki Mahi prav tako tečeta skozi prelomne doline, vendar med različnimi verigami. Teče skozi države Madja Pradeš (1077 km) in Maharaštra (74 km), (39 km) (pravzaprav ob meji med Madja Pradeš in Maharaštra (39 km) in nato meja med Maharaštro in Gudžaratom (74 km) in v Gudžaratu (161 km).
Periplus Maris Erythraei (okoli 80 n. št.) je reko imenoval Namnadius (Ναμνάδιος), Ptolemaj jo je imenoval Namadus (Νάμαδος) in Namades (Ναμάδης), Britanski Raj pa jo je imenoval Nerbudda ali Narbada. Narmada je sanskrtska beseda, ki pomeni 'Dajalec užitka'.

## Potek
Izvir Narmade je majhen rezervoar, znan kot Narmada Kund. Je v Amarkantaku na planoti Amarkantak v okrožju Anupur v območju Šahdol v vzhodni Madja Pradeš. Reka se spušča iz Sonmude, nato pade čez pečino kot slap Kapildhara in se vije v hribih ter teče skozi vijugasto strugo, ki prečka skale in otoke do porušene palače Ramnagar. Med Ramnagarjem in Mandlo (25 km), naprej proti jugovzhodu, je smer razmeroma ravna z globoko vodo brez kamnitih ovir. Banger se pridruži z leve. Reka nato teče severozahodno v ozki zanki proti Džabalpurju. Blizu tega mesta, po padcu nekaj (9 m), imenovanem Dhuandhara ('padec megle'), teče (3 km), v globokem ozkem kanalu skozi magnezijev apnenec in bazaltne kamnine, imenovane marmorne skale; od širine približno 90 m, zgoraj, je stisnjena v tem kanalu samo (18 m). Onkraj te točke do izliva v Arabsko morje vstopi Narmada v tri ozke doline med ovinki Vindhya na severu in pogorjem Satpura na jugu. Južni podaljšek doline je večinoma širši. Ti trije dolinski odseki so ločeni s tesno približujočo se črto škarp in hribov Satpura.
Reka, ki izvira iz Marmornih skal, vstopi v svojo prvo rodovitno kotlino, ki se razprostira na približno 320 km, s povprečno širino 35 km, na jugu. Na severu je dolina omejena na ravnico Barna–Bareli, ki se konča pri hribih Barkhara nasproti Narmadapurama. Vendar pa se hribi spet umikajo v ravninah Kannod. Bregovi so visoki približno 12 m. V prvi dolini Narmade se ji pridružijo številni njeni pomembni pritoki z juga in prinašajo vode s severnih pobočij hribovja Satpura. Med njimi so: Šer, Šakar, Dudhi, Tava (največji pritok) in Gandžal. Hiran, Barna, Čoral, Karam in Lohar so pomembni pritoki, ki se združujejo s severa.
Pod Handio in Nemavarom je slap Hiran ('jelenov skok'), reki se približujejo hribi z obeh strani. V tem delu je značaj reke raznolik. Omkarešvar, posvečen Šivi, je pomemben kraj čaščenja v Madja Pradeš. Spust je sprva hiter in reka s pospešenim korakom dere čez pregrado skal. Sikta in Kaveri se ji pridružita pod ravnino Khandva. Na dveh točkah, pri Mandharju, približno 40 km pod Nemavarjem in Dadrai, 40 km  nižje blizu Punase, reka pade čez višino približno 12 m.
Nekaj kilometrov nižje v Barvahi Narmada vstopi v nižino Mandlešvar, drugo kotlino, dolgo okoli 180 km in široko 65 km na jugu. Severni pas porečja je dolg le 25 km. Drugi del doline je prekinjen samo s slapom Sahešvar Dhara. Zgodnji potek v dolžini približno 125 km do slapov Markari se srečuje z nizom kataraktov in brzic od dvignjene planote Malva do nižje ravnine Gudžarat. Proti zahodu te kotline se hribi zelo približajo, a se kmalu zmanjšajo.
Pod Makraijem reka teče med okrožjem Vadodara in okrožjem Narmada in nato vijuga skozi bogato ravnino okrožja Bharuč v zvezni državi Gudžarat. Brežine so visoke med plastmi starih naplavin, strjenega mulja, grušča nodularnega apnenca in peska. Širina reke se razteza od približno 1,5 km pri Makraiju do 3 km pri Bharuču in do estuarija 21 km v Kambajskem zalivu. Stara struga reke, 1 do 2 km južno od sedanje, je zelo čista pod Bharučom. Karanjan in Orsing sta najpomembnejša pritoka v izvirnem toku. Prva se združita pri Rundhu, druga pa pri Vjasu v okrožju Vadodara v Gudžaratu, drug nasproti drugega in tvorita Triveni (sotočje treh rek) na Narmadi. Amaravati in Bhukhi sta druga pomembna pritoka. Nasproti ustja Bhukhija je velik nanos, imenovan Alia Bet ali Kadaria Bet.
Dvig plimovanja je čutiti do 32 km nad Bharučom, kjer se nenavadna plima dvigne na približno meter, spomladanska plima pa 3,5 m. Reka je plovna za plovila z nosilnostjo 95 ton do Bharuča in za plovila do 35 ton do Šamlapithe ali Ghangdie. Majhna plovila (10 ton) plujejo do Tilakavade v Gudžaratu. Ob ustju in pri Bharuču so peščene podlage in plitvine. Na bližnjem otoku Kabirvad v reki Narmada raste ogromno drevo Banjanovec (figovec, ki razvije pomožna debla iz naključnih opornih korenin), ki pokriva 10.000 kvadratnih metrov (2,5 hektarja).
- Narmada Kund, izvor v Amarkantaku
- Reka v Omkarešvarju
- Reka Narmada teče skozi sotesko marmornih skal v Bhedaghatu
- Stranski pogled na slapove Dhuandhar med monsunsko sezono
- Marmorne skale ob reki Narmada
- Reka Narmada v polnem toku med monsunom v Bhedaghatu
- Železniški most na reki Narmada v Bharuču, Gudžarat

## Porečje reke Narmada
Porečje reke Narmada, obkroženo s pogorji Vindhya in Satpura, se razprostira na površini 98.796 km² in leži na severnem koncu Dekanske planote. Območje pokriva velike predele v zveznih državah Madja Pradeš (82 %), Gudžarat (12 %) in sorazmerno manjša območja v Maharaštri (4 %) in Čhatisgarhu (2 %). 60 % porečja sestavljajo obdelovalna zemljišča, 35 % pokrivajo gozdovi, 5 % pa sestavljajo druge vrste zemljišč, kot so travniki ali puščave. V celotnem toku reke 1312 km je 41 pritokov, od katerih jih je 22 iz pogorja Satpura, ostali na desnem bregu pa iz pogorja Vindhya. Dhupgarh (1350 m), blizu Pačmarhija, je najvišja točka porečja Narmada.
Porečje ima pet natančno opredeljenih fiziografskih regij. To so: (1) Zgornja hribovita območja, ki pokrivajo dele Anupurja, Mandle, Dindorija, Balaghata in Seonija, (2) Zgornja planota, ki pokriva dele okrožij Džabalpur, Narsinghpur, Čhindvara, Narmadapuram, Betul, Harda, Raisen in Sehore, ( 3) Srednje nižine, ki pokrivajo dele Khandva, Khargone, Devas, Indore in Dhar, (4) Nižja hribovita območja, ki pokrivajo dele Barvani, Aliradžpur, Nandurbar, Čhota Udepur in Narmada in (5) nižje ravnine, ki pokrivajo predvsem okrožja Narmada, Bharuč in deli okrožja Vadodara. Hriboviti predeli so dobro gozdnati. Zgornje, srednje in spodnje ravnine so široka in rodovitna območja, primerna za kmetijstvo. Porečje Narmada sestavljajo predvsem črne prsti. Obalne ravnice v Gudžaratu so sestavljene iz aluvialnih glin s plastjo črne prsti na površini.
Dolina doživlja ekstremne hidrometeorološke in podnebne razmere, pri čemer ima zgornji del porečja letno količino padavin v razponu od 1000 mm do 1850 mm in polovico ali celo manj kot polovico padavin v spodnjih regijah (650 mm – 750 mm); raznolikost vegetacije od bujne zelene v zgornjem delu do suhe listopadne gozdne vegetacije iz tikovega gozda v spodnjem delu dokazuje to značilnost.

## Geologija
Pred približno 160 milijoni let se je superkontinent Pangea razdelil na dve veliki gmoti. Severni del je bila Lavrazija, južna celinska gmota pa Gondvana. Med obema celinama je obstajalo velik ocean Tetida. Trenutno sta Himalaja in Tibetanska planota zavzeli položaj starodavnega oceana Tetida. V Gondvano je vdrlo nekaj velikih morskih transgresij. Globok zaliv ali morje je obstajalo vzdolž Sindh-Balučistana in Kutča. Nekoč je morska grapa skozi ozek zaliv vzdolž sedanje doline Narmada prodrla v samo središče Indijskega polotoka. V tem času je bila Indija razdeljena na dve polovici z ozkimi pasovi morskih transgresij in ni bilo kopenske komunikacije med polotokom in severno Indijo. Vzdolž doline Narmada je bilo odloženih več zaplat sedimentov, ki vsebujejo starodavne ostanke živali. Ti fosili so podobni tistim, najdenim vzdolž reke Tapi. Takšna podobnost verjetno nakazuje, da sta Narmada in Tapi predstavljali sotočje celo pred približno 3 milijoni let in da so o ločeni usodi teh dveh rek odločili nedavni premiki Zemlje. Slapovi Bhedaghat v Narmadi blizu Džabalpurja so verjetno nastali med enim takšnim gibanjem. Dolina Narmada je tektonski jarek, plastni blok zemeljske skorje, ki se je spustil glede na bloke na obeh straneh zaradi starodavnega širjenja zemeljske skorje. Dva običajna preloma, znana kot severni prelom Narmada in južni prelom Narmada, vzporedna s tokom reke in označujeta mejo med blokom Narmada ter blokoma Vindhya in Satpura ali horst, ki sta se dvignila glede na tektonski jarek Narmada. Razvodje Narmade vključuje severna pobočja Satpura in strmo južno pobočje Vindhya, ne pa tudi planote Vindhyan, iz katere se potoki izlivajo v Ganges in Jamuno.

## Pomen v hinduizmu
Tako kot Ganges je reka Narmada v hinduizmu boginja in reka. Matsja Purana navaja, da so vsi bregovi vzdolž Narmade sveti. Ptolemaj je reko Narmado imenoval Nammadus, avtor Periplusa pa Nammadios.
Obstaja veliko zgodb o nastanku reke Narmada. Po Reva Khandu je bila Narmada ustvarjena iz Šivinega znoja, medtem ko je opravljal pokoro na gori Rikša. Zaradi tega je reka Narmada znana kot Šivina hči. V drugi legendi sta dve solzi padli iz oči Brahme, stvarnika vesolja, ki sta dali dve reki – Narmado in Sin.
Narmada velja tudi za sveto zaradi kamenčkov, znanih kot banalinga, ki jih najdemo na rečni strugi. Prodniki so sestavljeni iz belega kremena in imajo obliko linge. Verjamejo, da so poosebljena oblika Šive in obstaja priljubljen pregovor »Narmada Ke Kanker utte Sankar«, kar pomeni, da je »Šiva v kamenčkih Narmade«.
Adi Šankara se je srečal s svojim gurujem Govinda Bhagavatpado v Omkarešvarju, mestu na bregovih Narmade.
Narmada naj bi bila zaročena tudi s Sonbhadro, drugo reko, ki teče v višavju Chota Nagpur. Po Puranah se Narmada imenuje tudi Reva, zaradi njenega skokovitega gibanja (iz korena 'rev') skozi njeno skalnato strugo.
Reka Narmada je čaščena tudi kot boginja mati Muktidajani ali mati osvobajajoča.
Pomembnost reke Narmada kot svete je preizkušena z dejstvom, da romarji izvajajo sveto romanje parikrame (kroženje svetih entitet v smeri urinega kazalca) ali obhod reke. Narmada Parikrama, kot se imenuje, velja za vredno dejanje, ki ga lahko stori romar. Številni sadhuji in romarji hodijo peš od Arabskega morja pri Bharuču v Gudžaratu, vzdolž reke, do izvira v gorovju Maikal (hribi Amarkantak) v Madja Pradeš in nazaj po nasprotnem bregu reke. Gre za 2600 kilometrov hoje. Duhovno potovanje običajno traja 3 leta, 3 mesece in 13 dni, romarjem pa je zapovedano, da v nobenem trenutku ne prečkajo reke. Pomembna zanimiva mesta v dolini so Džabalpur, Barvaha, Narmadapuram, Harda, Narmada Nagar, Omkarešvar, Devas (Nemavar, Kity, Pipri), Mandla in Mahešvar v Madja Pradeš ter Radžpipla in Bharuč v Gudžaratu. Nekateri kraji zgodovinskega pomena so Džoga Ka Quilla, Čhatri Badži Rao Pešva in Bhimbetka, med slapovi pa Dugdhdhara, Dhardi, Bheraghat, Dhuandhara, Kapiladhara in Sahastradhara.

## Ekologija
Spodnja dolina reke Narmada in okoliške gore, ki pokrivajo površino 169.900 km², sestavljajo suhi listnati gozdovi. Ekoregija leži med bolj vlažnimi gozdovi na severovzhodu, jugovzhodu in jugozahodu, ki prejmejo več padavin zaradi jugovzhodnega monsuna, ter bolj suhimi gozdovi in grmišči Dekana na jugu ter Malva in Gudžarata na zahodu in severozahodu. Naravna vegetacija regije je tristopenjski gozd. Pravi tikovec (Tectona grandis) je prevladujoče drevo v krošnjah, v povezavi z Diospyros melanoxylon (vzhodnoindijska ebenovina), dhaora (Anogeissus latifolia), Lagerstroemia parviflora, Terminalia tomentosa (indijski lovor), Lannea coromandelica (indijski jesen), Hardwickia binata in Boswellia serrata (indijsko kadilo). Obrežna območja ob rekah in potokih v regiji, ki prejemajo vodo vse leto, so dom vlažnih zimzelenih gozdov, katerih prevladujoče drevesne vrste so Terminalia arjuna, Syzygium cumini (Jambul – Malabarska sliva), Syzygium Heyneanum, Salix tetrasperma (indijska vrba), Homonoia riparia in itex negundo.
Ekoregija je dom 76 vrstam sesalcev in 276 vrstam ptic, od katerih nobena ni endemična. Približno 30 % ekoregije je pokrito z relativno nedotaknjeno vegetacijo. Ekoregija vključuje nekaj velikih blokov habitata v gorovjih Vindhya in Satpura. Približno 5 % ekoregije leži znotraj zaščitenih območij, vključno z narodnimi parki Bandhavgarh, Panna in Sandžaj.
Nekateri pomembni narodni parki in zavetišča za divje živali v dolini so: 
Narodni park Kanha, ki je v zgornjem toku Narmade, približno 18 km od Mandle, se ponaša z več divjimi živalmi, vključno s tigrom. Skozi ta park tečeta dva pritoka Narmade in sicer Sulkum in Banjar. Je eden najboljših narodnih parkov v Aziji, ki ga je slikovito opisal Rudyard Kipling v svoji slavni stvaritvi Knjiga o džungli.
Narodni park Satpura, tudi rezervat za tigre Satpura, ustanovljen leta 1981, je v okrožju Narmadapuram v Madja Pradeš. Njegovo ime izhaja iz hribovja Satpura (Mahadeo hills) in pokriva površino 524 km² ter skupaj s sosednjima zavetiščem Bori in Pančmarhi zagotavlja 1427 km² edinstvenega ekosistema osrednjega indijskega višavja. Narodni park Satpura, ki je del edinstvenega ekosistema, je zelo bogat z biotsko raznovrstnostjo. Med živalmi so: tiger, leopard, zambar (Rusa unicolor), čital (Axis axis), mutnjak (Muntiacus muntjak), nilgav, štiriroga antilopa, činkara (Gazella bennettii), gaur, divja svinja, rdeči volk, šobar, indijska antilopa (Antilope cervicapra), lisica, ježevec, leteča veverica (Pteromyini), mišji jelen, indijska orjaška veverica (Ratufa indica). Obstajajo različne ptice. Kljunorožec in pav sta pogosti ptici. Rastlinstvo narodnega parka sestavljajo predvsem sal (Shorea robusta), tikovec, ebenovina (Diospyros melanoxylon), amla (Phyllanthus emblica), mahua (Madhuca longifolia), bel (Aegle marmelos), bambus ter različne trave in zdravilne rastline.
Gozdna območja zunaj zavarovanih območij so prav tako precej bogata s floristično in živalsko pestrostjo.
Narodni park fosilov rastlin Mandla ali narodni park fosilov Dindori Ghughuya je v okrožju Dindori v Madja Pradeš. Ta narodni park ima rastline v fosilni obliki, ki so v Indiji obstajale nekje med 40 in 150 milijoni let nazaj in so razširjene v sedmih vaseh okrožja Mandla (Ghuguva, Umaria, Deorakhurd, Barbaspur, Čanti-hills, Čargaon in Deori Kohani). Narodni park fosilov rastline Mandla je območje, ki se razprostira na 274.100 m². Takšne fosile najdemo tudi v treh drugih vaseh okrožja, vendar ležijo izven narodnega parka.
Biosferni rezervat Pačmarhi pokriva del treh civilnih okrožij in sicer Narmadapuram, Betul in Čhindvara v Madja Pradeš. Skupna površina je 4926,28 km². Obsega tri enote za ohranitev prosto živečih živali, in sicer zavetišče Bori (518,00 km²), narodni park Satpura (524,37 km²) in zavetišče Pačmarhi (461,37 km²). Narodni park Satpura obsega osrednje območje in preostalo območje 4501,91 km², ki obdaja osrednje območje, služi kot varovalno območje. Območje obsega 511 vasi. Območje kaže različne geološke formacije kamnin in tal. Obstaja širok spekter rastlinskih in živalskih značilnosti, ki zasedajo ohranitveno območje Satpura. Je eden najstarejših gozdnih rezervatov, ki ima uveljavljeno tradicijo znanstvenega gospodarjenja z gozdovi. Predstavlja velik sosednji gozdni blok, v katerem živi skupnost rastlinskih in živalskih vrst, značilnih za osrednjo visokogorsko regijo.
Poleg naštetih narodnih parkov obstajajo tudi številni naravni rezervati, kot so Amarkantak, jame Bagh in Bhedaghat. V skladu z okoljskim akcijskim načrtom za HEP Narmadasagar in Omkaresvar se lahko po priporočilih Indijskega inštituta za divje živali ustvarijo tri nova zavarovana območja, in sicer: a) narodni park Narmada (496,70 km²), b) svetišče Surmanja (126,67 km²) in c) svetišče Omkarešvar (119,96 km²), ki obsega skupno površino 788,57 km².
Zavetišče Šoolpanešvar v Gudžaratu, blizu mesta jezu Sardar Sarovar, ki se je prej imenovalo zavetišče za medveda šobarja (staro zavetišče je bilo štirikrat razširjeno), zdaj pokriva površino okoli 607 km², obsega glavno porečje, ki napaja Sardar Sarovar in rezervoar Kardžan (na reki Kardžan, pritoku Narmade v Gudžaratu). Je življenjski prostor sesalcev in različnih ptic, vključno z orli in jastrebi.

## Antropološka in arheološka najdišča
Razvoj reke Narmada je povzročil poplavo nekaterih arheoloških in arhitekturnih najdišč. Oddelek za arheologijo, muzeje in arhive vlade Madja Pradeš se je v odgovor lotil reševalnih izkopavanj in prestavil številne templje. Jürgen Neuss je poskusil izčrpno našteti in objaviti izgubljena mesta. V dolini Narmada so našli veliko fosilov dinozavrov. Prvi fosil je leta 1828 odkril William Sleeman. Leta 1982 so odkrili fosilne ostanke Rajasaurus narmadensis, ki je živel v obdobju krede.

## Razvoj reke
Reka Narmada ima ogromen potencial vodnih virov, kar 40,96 km³ povprečnega letnega pretoka (več kot 90 % tega pretoka se pojavi v monsunskih mesecih junij-september), kar je po ocenah več kot skupni letni pretok rek Ravi, Beas in Satledž, ki napajajo porečje Inda. 75-odstotno zanesljiv pretok je 35 km³.
Jez Sardar Sarovar je betonski gravitacijski jez, zgrajen na reki Narmada v Navagamu blizu mesta Kevadiya, okrožje Narmada, v zvezni državi Gudžarat, Indija. Jez je bil zgrajen za oskrbo z vodo in elektriko štirih indijskih držav: Gujarat, Madhya Pradesh, Maharashtra in Rajasthan. Projekt je nastal leta 1979 kot del razvojne sheme, ki jo je financirala Svetovna banka prek svoje Mednarodne banke za obnovo in razvoj, za povečanje namakanja in proizvodnjo hidroelektrične energije s posojilom v višini 200 milijonov ameriških dolarjev. Gradnja jezu se je začela leta 1987, otvoritev je bila 17. septembra 2017. Gladina vode v jezu Sardar Sarovar je 15. septembra 2019 na koncu dosegla najvišjo zmogljivost pri 138,7 metra. Po količini betona je drugi največji betonski jez na svetu po jezu Grand Coulee čez reko Columbia, ZDA. Je del projekta Narmada Valley, velikega projekta hidravličnega inženiringa, ki vključuje gradnjo serije velikih namakalnih in hidroelektričnih večnamenskih jezov na reki Narmada. Proti jezu je obrnjen najvišji kip na svetu, Kip enotnosti. Ta kip je bil ustvarjen kot simbol poklona Vallabhbhaiju Patelu, indijskemu nacionalistu za neodvisnost in odvetniku, ki je med letoma 1947 in 1950 služil kot prvi podpredsednik indijske vlade in notranji minister.
Prekop Narmada prinaša vodo iz jezu Sardar Sarovar v državi Gudžarat in Radžastan. Prekop je dolg 532 km, od tega 485 km v Gudžaratu in 75 km v Radžastanu. Prekop je obema državama pomagal pri oskrbi sušnih regij Kutč in Sauraštra z vodo za namene namakanja.
Jez Indira Sagar je največji jez v Indiji glede na količino vode, shranjene v rezervoarju. Je na reki Narmada v mestu Narmada Nagar, Punasa v okrožju Khandva v Madja Pradešu. Temeljni kamen projekta je položila indijska premierka Indira Gandhi 23. oktobra 1984. Gradnja glavnega jezu se je začela leta 1992. Nadaljnji projekti ISP so bili Omkarešvar, Mahešvar in Sardar Sarovar Project. Da bi ga zgradili, je bilo razseljeno mesto z 22.000 prebivalci in 100 vasi. Jez predstavlja 92 m visok in 653 m dolg betonski gravitacijski jez. Kapaciteta skladiščenja vode je 12,22 milijarde kubičnih metrov ali 12,2 km³ in zagotavlja namakanje 1230 kvadratnih kilometrov zemlje z letno proizvodnjo 2,7 milijarde enot v okrožjih Khandwa in Khargone ter proizvodnjo električne energije 1.000 MW (8x125 MW) nameščene zmogljivosti.